# The Incredible Jewel Robbery
The Incredible Jewel Robbery è un episodio del programma televisivo della CBS General Electric Theater, andato in onda l'8 marzo 1959. Fu la prima apparizione dei tre fratelli Marx in una stessa produzione da Una notte a Casablanca del 1946, sebbene fossero apparsi individualmente in L'inferno ci accusa nel 1957, e già in coppia in Love Happy nel 1949 (Chico e Harpo appaiono insieme; Groucho è in una breve ripresa con Harpo nella scena dell'inseguimento, e Chico è in un filmato nell'ufficio di Groucho). The Incredible Jewel Robbery sarebbe stata la loro ultima apparizione televisiva congiunta.

## Trama
Harpo e Chico interpretano Harry e Nick, due aspiranti rapinatori che cercano di compiere una rapina di gioielli. Chico allora indossa un'uniforme della polizia e Harpo un costume da Groucho Marx. Quando vengono catturati e messi in una schiera di poliziotti, il vero Groucho si presenta e viene immediatamente scambiato come il ladro. Groucho quindi pronuncia l'unica battuta del personaggio, altrimenti silenzioso: «We won't talk until we see our lawyer!»" Tutti fuggono e l'anatra de You Bet Your Life si abbassa con The End nel becco.
CBS spiegò lo spettacolo come segue: «Se guardi lo spettacolo vedrai un volto familiare dotato di baffi [...]. A causa dei suoi termini contrattuali (Groucho stava ancora facendo  You Bet Your Life  su NBC), il suo nome non può essere menzionato, ma non è Jerry Colonna.»